# И-Z
И-Z (И-ЗЕТ) — советский истребитель спроектированный конструктором Д. П. Григоровичем специально для использования динамореактивных («безоткатных») орудий — авиационных пушек Курчевского АПК-4 калибра 76,2 мм. Строился серийно в 1933—1935 годах. Всего был выпущен 71 экземпляр. Из-за недоведëнности вооружения и собственной «переходной» схемы так и не достиг боеготового состояния, но на его основе был разработан более совершенный истребитель ИП-1.

## Проектирование
К началу 30-х годов живучесть самолетов значительно возросла — оружие винтовочного калибра не могло привести к гарантированному поражению, даже после значительного числа попаданий. Это привело к идее установки на истребитель динамо-реактивных пушек (ДРП) разработанных инженером Леонидом Васильевичем Курчевским. Летом 1930 Д. П. Григоровичу было дано задание на проектирование истребителя под маркой «Z» (по плану ЦКБ — № 7) вооруженного двумя АПК-4 калибра 76,2 мм. Проектирование и постройка велась изолированно от других проектов.

## Опытные варианты
Первый экземпляр был выпущен летом 1931 года. Испытания проводили Б. Л. Бухгольц и Ю. И. Пионтковский. Второй опытный И-Z бис вышел в 1932 году. Прототипы оснащались двигателями «Юпитер-VI». Конструкция крыла выполнялась из нержавеющей стали «Энерж-6» и обтягивалась полотном. Доработки как самолета, так и вооружения проходили по мере испытаний. Был выявлен ряд конструктивных и эксплуатационных дефектов, главным из которых было то, что конструкция истребителя выдерживала не более 200—300 выстрелов из пушек, после чего самолет требовал ремонта. Неубираемое шасси и внешняя подвеска пушек увеличивали аэродинамическое сопротивление и скорость самолёта достигала всего 259 км/ч. Из-за конструктивного несовершенства авиационные пушки серии АПК всё время дорабатывались конструктором Леонидом Курчевским. Несмотря на выявленные недостатки истребитель был запущен в серию.

## Серийное производство

Огневые наземные испытания истребителя И-Z № 39009 на аэродроме Чкаловский в феврале 1933 года

В 1933 году на московских заводах была выпущена серия в 21 машину. Вооружение — 2 пушки АПК с крыльевыми кассетами на 6 снарядов (+1 в стволе). В серии ставили двигатель М-22 × 480 л. с. Затем производство передали в Харьков, где было построено ещё 50 экземпляров. Серийные модели отличались от опытных кольцом Тауненда на двигателе и деревянной конструкцией крыла.

## Конструкция
Схема самолёта — подкосный низкоплан. 
Фюзеляж металлической конструкции, в котором передняя половина фюзеляжа была взята без изменения от истребителя И-5. 
Каркас центральной части — ферма, сваренная из хромомолибденновых труб. Обшивка фюзеляжа дюралевая.
Хвостовая часть представляла собой дюралюминовый монокок овального сечения с большим вертикальным оперением и очень высоко расположенным подкосным горизонтальным оперением, также дюралюминовым. Стабилизатор укреплен подкосами. Руль направления был с полотняной, а затем — дюралюминовой обшивкой. Всё оперение было сделано особо прочным, как и хвостовая часть фюзеляжа. 
Крыло двухлонжеронное, поддерживалось стальными подкосами каплевидного сечения с контрподкосами. Профиль крыла «Геттинген-436». Концы крыла в форме полукруга. Каркас крыла опытного самолета — сварной из нержавеющей стали. Серийный истребитель имел крыло деревянной конструкции. Продольный силовой набор крыла — лонжероны коробчатого сечения, поперечный силовой набор — 22 фанерные нервюры. Обшивка в обоих вариантах полотняная, над пушками  — с дюралевой обшивкой.
Шасси — неубирающееся, на N-образных стальных стойках; передняя стойка имела резиновую пластинчатую амортизацию. С помощью лент-расчалок и стержней шасси крепилось к крылу. 
Хвостовая опора — ориентирующийся костыль с резиновой амортизацией.
Силовая установка — девятицилиндровый звездообразный однорядный поршневой двигатель воздушного охлаждения М-22 мощностью 480 л.с. 
Истребитель имел мощное для одномоторного самолёта вооружение: две пушки АПК-4 калибра 76,2 мм и один пулемет калибра 7,62 мм. Пушки крепились под крылом вне диска винта, что значительно ухудшало аэродинамику самолёта. Пулемëт устанавливался справа перед пилотом. Установка пушек и боезапаса к ним сильно увеличивало вес истребителя, в сумме это составляло примерно 12% полëтного веса.

## Эксплуатация
В ходе всевозможных испытаний большую часть серийных самолетов «ЗЕТ» довели до нелетного состояния. Из-за разрушительного действия выхлопных газов при стрельбе из пушек конструкция самолета требовала заводского ремонта уже после 300-500 выстрелов. Хотя скорости при стрельбах из ДРП были минимальными, от самолетов отлетали куски плоскостей, элеронов, обшивки фюзеляжа. В конструкции самолета наблюдались значительные повреждения: расходились заклёпочные швы, трещали кронштейны хвостового оперения, лопалась полотняная обшивка. Аэродинамические характеристики истребителя были также далеки от совершенства. В начале 1936 года в строю оставались лишь отдельные их экземпляры. К тому времени работы по пушкам Курчевского свернули, и использование этих истребителей потеряло актуальность. 
В 1934 году истребитель И-Z применялся в проекте Звено — как в подвешиваемом варианте с последующим сбросом с самолета-матки в полете, так и в варианте стыковки и отстыковки в воздухе, — но дальше экспериментов дело не пошло. Уже в 1936 году истребитель И-Z был сменен более совершенным ИП-1.

## Эксплуатанты
- СССР

## Тактико-технические характеристики
Приведённые характеристики соответствуют модификации И-зет.
Источник данных: Andersson, 1994 г.; Шавров, 1985 г.

Технические характеристики
- Экипаж: 1
- Длина: 7,65 м
- Размах крыла: 11,5 м
- Высота:
- Площадь крыла: 19,5 м²
- Профиль крыла: Геттинген-436
- Масса пустого: 1180 кг
- Нормальная взлётная масса: 1648 кг
- Масса топлива во внутренних баках: 180 кг
- Силовая установка: 1 × воздушного охлаждения М-22
- Мощность двигателей: 1 × 480 л. с. (1 × 353 кВт)

Лётные характеристики
- Максимальная скорость: 259 км/ч (у земли)
- Посадочная скорость: 100 км/ч
- Практическая дальность: 600 км
- Практический потолок: 7000 м
- Время набора высоты: 5000 м за 14 мин
- Продолжительность полёта: 2,5 ч
- Время виража: 17 с
- Нагрузка на крыло: 84,0 кг/м²
- Тяговооружённость: 216 Вт/кг
- Длина разбега: 110 м
- Длина пробега: 180 м

Вооружение
- Стрелково-пушечное:  
  - 1 × 7,62 мм пулемёт ПВ-1
  - 2 × 76 мм АПК-4 под крылом